# 郑州公共自行车
郑州公共自行车是中國河南省郑州市推出的公共自行车服务，于2015年11月正式投入运营。

## 历史
郑州公共自行车服务由郑州市公交总公司负责。2015年下半年在郑州市区一次性铺开，在四环以内投放5万辆自行车，2小时之内还车免费使用，超过2小时每小时收1元钱。
大型商场、学校、医院、公交站点和地铁口附近是公共自行车的重点设置区域。